# Riszacsok
A Riszacsok (oroszul: Рысачок) az orosz Tyehnoavia cég kéthajtóműves, légcsavaros gázturbinás, többcélú könnyű szállító repülőgépe, melyet a szamarai RCK Progressz vállalat gyárt. Nevének jelentése: kis ügető(ló).

## Története
Az orosz Közlekedési Minisztérium Szövetségi Légügyi Hivatala (Roszaviacija) 2007-ben írt ki pályázatot egy 10 személyes, kéthajtóműves könnyű szállító repülőgépre, amely a kiöregedő An–2-es gépek funkcióit lenne képes átvenni az orosz belföldi légi forgalomban. A Tyehnoavia vállalat a pályázaton a Riszacsik nevű gépével indult, melynek tervezése már 2006-ban elkezdődött. A pályázat győztese a Tyehnoavia lett a Riszacsokkal. 2007. június 25-én az állami megrendelő nevében az Uljanovszki Polgári Repülési Főiskola írt alá szerződést a Tyehnoaviával 5 prototípus elkészítésére. A Tyehnoavia a gépek sorozatgyártásával a Progressz vállalatot bízta meg.
Sorozatgyártását 2015-ben tervezték elindítani, erre azonban még nem került sor. A gépekbe a cseh Walter hajtóművek helyett hazai orosz hajtóműveket építenének.